# Condado de Dade (Missouri)
O Condado de Dade é um dos 114 condados do estado americano de Missouri. A sede do condado é Greenfield, e sua maior cidade é Greenfield. O condado possui uma área de 1 311 km² (dos quais 41 km² estão cobertos por água), uma população de 7 923 habitantes, e uma densidade populacional de 6 hab/km² (segundo o censo nacional de 2000). O condado foi fundado em 1841.